# 鈴木晴香
鈴木 晴香（すずき はるか、1982年 - ）は、日本の歌人。東京都台東区出身、大阪府在住。「塔」編集委員。短歌同人誌『西瓜』所属。

## 経歴
慶應義塾大学文学部英米文学専攻卒業。2012年、雑誌「ダ・ヴィンチ」の穂村弘の連載「短歌ください」への投稿をきっかけに作歌を始める。同年10月に塔短歌会入会。
2014年、作品「貪欲な兎」で第60回角川短歌賞予選通過。同年第20回与謝野晶子短歌文学賞選者賞。2015年、作品「降りそうで降らない」で第57回短歌研究新人賞最終選考通過。2016年9月に第一歌集『夜にあやまってくれ』、2021年7月に第二歌集『心がめあて』を刊行。

## 作品リスト

### 歌集
- 第一歌集『夜にあやまってくれ』書肆侃侃房　2016年　ISBN 978-4-86385-234-1　装画：ヌコラリス
- 第二歌集『心がめあて』左右社　2021年　ISBN 978-4-86528-038-8　装画：寺本愛　装幀：北野亜弓（calamar）　帯文：又吉直樹

### 雑誌等掲載作品
短歌連作
- 「言ってしまえよ」 - 『文藝春秋』2020年9月号
- 「偽善者になるには一日は短い」 - 『短歌ムックねむらない樹 vol.6』（書肆侃侃房、2021年2月）

エッセイなど
- 「生沼義朗歌集『空間』 書評」 - 『短歌ムックねむらない樹 vol.4』（書肆侃侃房、2020年2月）

## 出演
- タイプライターズ～物書きの世界～（フジテレビ、2019年1月5日）[3]